# Садко (мультфильм)
«Садко» — российский полнометражный компьютерно-анимационный фильм. Экранизация русской былины о Садко. Премьера состоялась 24 мая 2018 года.

## Сюжет
Обаятельный юноша по имени Садко необыкновенно талантлив - о его игре на гуслях ходят легенды. Но только слава и признание не радуют Садко, на его сердце печаль - он не знает любви, только слышал о ней. Ради этого неизведанного и прекрасного чувства он готов отказаться даже от своего таланта. И судьба принимает вызов юноши: он должен отправиться на дно морское, чтобы найти свою любовь. Бесстрашный юноша покидает свой родной город, не подозревая о существовании морского царя и коварной ведьмы, которые встанут на его пути.

## Роли озвучивали
- Тимур Гарипов — Садко
- Мария Шалаева — княжна Настенька
- Любовь Аксёнова — Быстрая Щучка, русалка
- Михаил Ефремов — Хромой, предводитель пиратов
- Екатерина Варнава — Барракуда, подводная жрица
- Дмитрий Филимонов — попугай Яша
- Данис Галиуллин — Клешня
- Руслан Ронич — Угорь / одноглазый скелет
- Анатолий Константинов — Аким / царь / Гордый карась
- Диомид Виноградов — Рюрик, вождь варягов / новгородский князь
- Игорь Конев — Иван Всеславович
- Евгения Баринова — мать Садко
- Валентин Панков — отец Садко

## Производство
Производство мультфильма началось в июле 2017 года.

## Выпуск
- В России мультфильм вышел на экран 24 мая 2018 года.